# دائوا

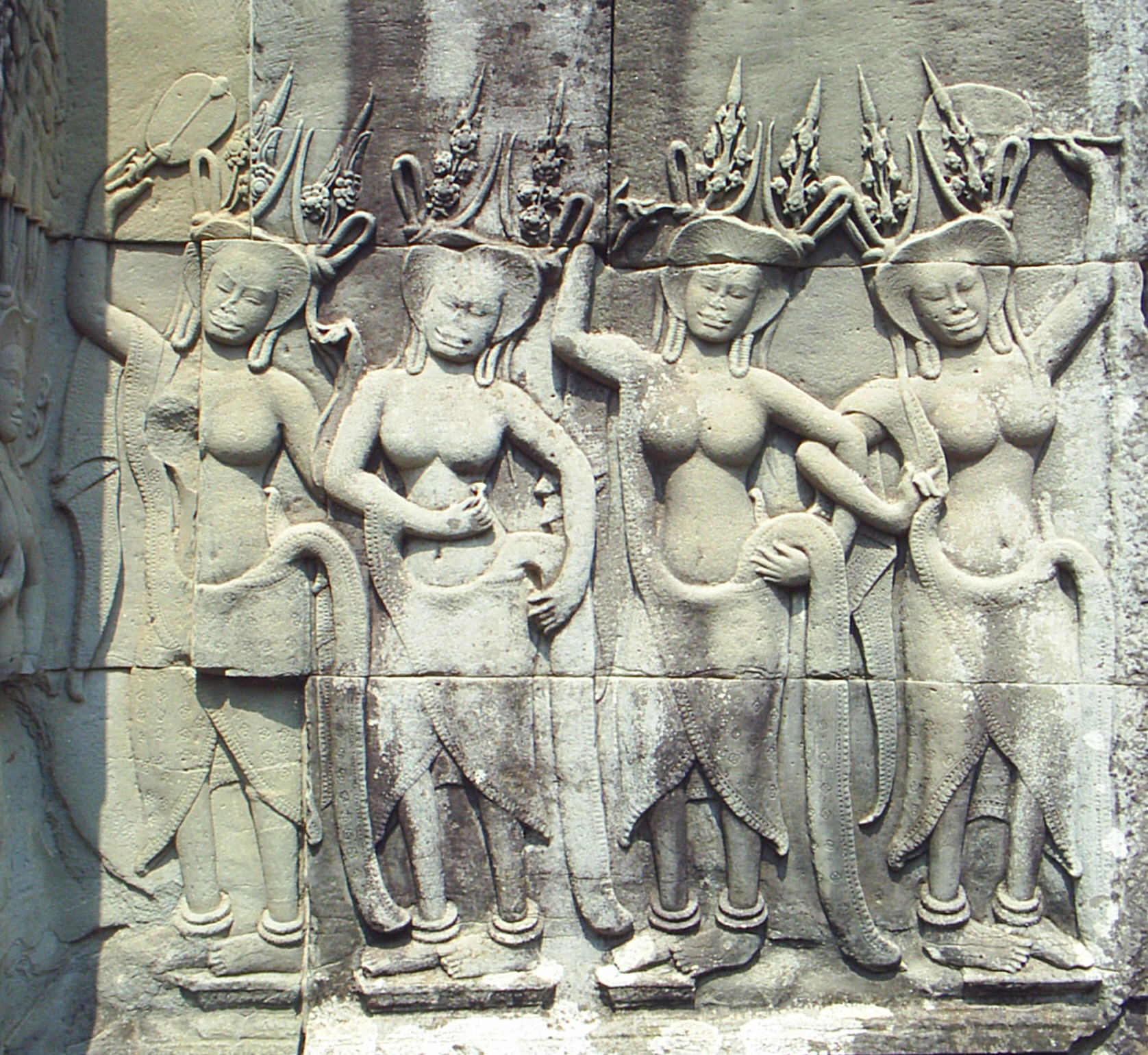
نقش برجستهٔ از دیوان در دیواری در آنگکور، کامبوج

دائوا یا دئوا (اوستایی: 𐬛𐬀𐬉𐬎𐬎𐬀 daēuua, دوا سانسکریت: देव deva) یکی از واژه‌های کهن و قدمت آن به دوران آریاییان می‌رسد. دیوان گروهی از پروردگاران آریائی بوده‌اند. پس از جدائی ایرانیان از هند اروپاییان و ظهور زرتشت پروردگاران مشترک قدیم یعنی دائوا که مورد پرستش هندوان بودند، نزد ایرانیان گمراه‌کنندگان و شیاطین خوانده شدند. چنان‌که در آئین مزدیسنا کلاً به مردم بدمنش هم گفته می‌شود. به این خاطر واژه دیو که ریشه در واژه دائوا دارد در فارسی امروز به معنی موجودی پلید و منفی دانسته می‌شود. واژهٔ دیو در اوستا به صورت دَئوَ و در پهلوی دِو و در فارسی دیو گفته می‌شود.
دوا (به سانسکریت: देव) در دین هندوئیسم به معنی خدا و الوهیت است. در هندوئیسم مدرن می‌توان آن را آزادانه درباره هر موجود خیرخواه خارج از جهان مادی به کار برد. دیوها همچنین نابرادری اسوراها به شمار می‌آیند که قدرتی هم پایه دارند. دیوها همواره با اسوراها در حال جنگ هستند.

## دائوا در اسطوره‌های هندوستان و آیین هندو
در زبان هند باستان دوا یا دِوَ یا دَئوه به معنی فروغ و روشنائی و نام خداست. اشتقاق این واژه در میان اقوام آریائی نیز معنی خدا دارد چنان‌که در یونانی زئوس و در لاتینی دَئوس در فرانسه دی‌اُ و در انگلیسی دِئیتی و در ایرلندی دیا بکار می‌رود.
دِوی (به سانسکریت: देवी) و (به انگلیسی: Devī) برابر ایزدبانو است؛ این واژه در آئین هندو به جای شاکتی یا نمود مادینه خداوند به کار می‌رود. او همتای مادینه‌ای است، که بدون وی، نمود نرینه، که نمایانگر هوشیاری و پرواگری است، ناتوان و ناپایاست. دِوی، گوهر و هسته همه ایزدبانوان هندوست. سه نمودگار شناخته شده مادر جاودانه در آئین هندو، لاکشمی (خدای دارایی و توانگری)، پارواتی (خدای مهر و امید مینوی) و سرسوتی (خدای دانش، شناخت و هنر) هستند.